# A Stargirl epizódjainak listája
Ez a szócikk a Stargirl című sorozat epizódjait tartalmazza.
A sorozat 2020. május 18-án indult a DC Universe televíziós csatornán az Amerikai Egyesült Államokban. A második évadtól átvette a The CW. Magyarországon az HBO 3 kezdte vetíteni 2020. szeptember 5-én.
A sorozat producerei Jennifer Lence, James Dale Robinson, Trish Stanard és Rob Hardy. A zeneszerzője Pinar Toprak. A főszerepekben Brec Bassinger, Yvette Monreal, Anjelika Washington, Cameron Gellman és Trae Romano láthatóak. A sorozat a Berlanti Productions, a Mad Ghost Productions, a DC Entertainment és a Warner Bros. Television megbízásából készült, forgalmazója a Warner Bros. Television Distribution.

## Évadáttekintés
| Évad | Évad | Epizód | Eredeti sugárzás    | Eredeti sugárzás    | Eredeti adó      | Magyar sugárzás     | Magyar sugárzás    | Magyar adó |
| Évad | Évad | Epizód | Évadpremier         | Évadfinálé          | Eredeti adó      | Évadpremier         | Évadfinálé         | Magyar adó |
| ---- | ---- | ------ | ------------------- | ------------------- | ---------------- | ------------------- | ------------------ | ---------- |
|      | 1    | 13     | 2020. május 18.     | 2020. augusztus 10. |                  | 2020. szeptember 5. | 2020. november 28. |            |
|      | 2    | 13     | 2021. augusztus 10. | 2021. november 2.   |                  | 2021. október 10.   | 2021. december 19. |            |
|      | 3    | 13     | 2022. augusztus 31. | 2022. december 7.   | 2023. január 21. | 2023. április 15.   |                    |            |

## Első évad (2020)
| Sor. | Év. | Cím                                                     | Rendező            | Író                 | Premier                                |
| ---- | --- | ------------------------------------------------------- | ------------------ | ------------------- | -------------------------------------- |
| 1.   | 1.  | Stargirl (Pilot)                                        | Glen Winter        | Geoff Johns         | 2020. május 18. 2020. szeptember 5.    |
| 2.   | 2.  | Sávos (S.T.R.I.P.E.)                                    | Greg Beeman        | Geoff Johns         | 2020. május 25. 2020. szeptember 12.   |
| 3.   | 3.  | Jégcsap (Icicle)                                        | Michael Nankin     | Colleen McGuinness  | 2020. június 1. 2020. szeptember 19.   |
| 4.   | 4.  | Vadmacska (Wildcat)                                     | Rob Hardy          | James Dale Robinson | 2020. június 8. 2020. szeptember 26.   |
| 5.   | 5.  | Óramester és Dr. Éjfél (Hourman and Dr. Mid-Nite)       | David Straiton     | Melissa Carter      | 2020. június 15. 2020. október 3.      |
| 6.   | 6.  | Az Igazság Szövetsége (The Justice Society)             | Christopher Manley | Taylor Streitz      | 2020. június 22. 2020. október 10.     |
| 7.   | 7.  | Fullánk, 1.rész (Shiv Part, 1)                          | Lea Thompson       | Evan Ball           | 2020. június 29. 2020. október 17.     |
| 8.   | 8.  | Fullánk, 2.rész (Shiv Part, 2)                          | Geary McLeod       | Paula Sevenbergen   | 2020. július 6. 2020. október 24.      |
| 9.   | 9.  | Agyhullám (Brainwave)                                   | Tamra Davis        | Colleen McGuinness  | 2020. július 13. 2020. október 31.     |
| 10.  | 10. | Ifj. Agyhullám (Brainwave Jr.)                          | Andi Armaganian    | James Dale Robinson | 2020. július 20. 2020. november 7.     |
| 11.  | 11. | Ragyogó lovag (Shining Knight)                          | Jennifer Phang     | Geoff Johns         | 2020. július 27. 2020. november 14.    |
| 12.  | 12. | Csillagok és sáv, 1.rész (Stars & S.T.R.I.P.E. Part, 1) | Toa Fraser         | Melissa Carter      | 2020. augusztus 3. 2020. november 21.  |
| 13.  | 13. | Csillagok és sáv, 2.rész (Stars & S.T.R.I.P.E. Part, 2) | Greg Beeman        | Geoff Johns         | 2020. augusztus 10. 2020. november 28. |

## Második évad - Nyári iskola (2021)
| Sor. | Év. | Cím                                                                   | Rendező         | Író                             | Premier                                 | Nézettség   |
| ---- | --- | --------------------------------------------------------------------- | --------------- | ------------------------------- | --------------------------------------- | ----------- |
| 14.  | 1.  | Nyári iskola: Első fejezet (Summer School: Chapter One)               | Andi Armaganian | Geoff Johns                     | 2021. augusztus 10. 2021. október 10.   | 0,72 millió |
| 15.  | 2.  | Nyári iskola: Második fejezet (Summer School: Chapter Two)            | Andi Armaganian | James Dale Robinson             | 2021. augusztus 17. 2021. október 17.   | 0,67 millió |
| 16.  | 3.  | Nyári iskola: Harmadik fejezet (Summer School: Chapter Three)         | Lea Thompson    | Turi Meyer & Alfredo Septien    | 2021. augusztus 24. 2021. október 24.   | 0,60 millió |
| 17.  | 4.  | Nyári iskola: Negyedik fejezet (Summer School: Chapter Four)          | Lea Thompson    | Taylor Streitz                  | 2021. augusztus 31. 2021. október 31.   | 0,68 millió |
| 18.  | 5.  | Nyári iskola: Ötödik fejezet (Summer School: Chapter Five)            | Sheelin Choksey | Steve Harper                    | 2021. szeptember 7. 2021. november 7.   | 0,64 millió |
| 19.  | 6.  | Nyári iskola: Hatodik fejezet (Summer School: Chapter Six)            | Walter Garcia   | Paula Sevenbergen               | 2021. szeptember 14. 2021. november 14. | 0,58 millió |
| 20.  | 7.  | Nyári iskola: Hetedik fejezet (Summer School: Chapter Seven)          | Sheelin Choksey | Robbie Hyne                     | 2021. szeptember 21. 2021. november 21. | 0,58 millió |
| 21.  | 8.  | Nyári iskola: Nyolcadik fejezet (Summer School: Chapter Eight)        | Andi Armaganian | Steve Harper                    | 2021. szeptember 28. 2021. november 28. | 0,47 millió |
| 22.  | 9.  | Nyári iskola: Kilencedik fejezet (Summer School: Chapter Nine)        | Andi Armaganian | Alfredo Septién & Turi Meyer    | 2021. október 5. 2021. december 5.      | 0,47 millió |
| 23.  | 10. | Nyári iskola: Tizedik fejezet (Summer School: Chapter Ten)            | Sheelin Choksey | Taylor Streitz                  | 2021. október 12. 2021. december 12.    | 0,56 millió |
| 24.  | 11. | Nyári iskola: Tizenegyedik fejezet (Summer School: Chapter Eleven)    | Sheelin Choksey | Paula Sevenbergen & Robbie Hyne | 2021. október 19. 2021. december 19.    | 0,52 millió |
| 25.  | 12. | Nyári iskola: Tizenkettedik fejezet (Summer School: Chapter Twelve)   | Greg Beeman     | James Dale Robinson             | 2021. október 26. 2021. december 19.    | 0,62 millió |
| 26.  | 13. | Nyári iskola: Tizenharmadik fejezet (Summer School: Chapter Thirteen) | Greg Beeman     | Geoff Johns                     | 2021. november 2. 2021. december 19.    | 0,57 millió |

## Harmadik évad - Veszedelmes barátok (2022)
| Sor. | Év. | Cím | Rendező              | Író                                  | Premier                                | Nézettség   |
| ---- | --- | --- | -------------------- | ------------------------------------ | -------------------------------------- | ----------- |
| 27.  | 1.  | Veszedelmes barátok – Első fejezet: A gyilkosság (Frenemies – Chapter One: The Murder)                                                                       | Andi Armaganian      | Geoff Johns                          | 2022. augusztus 31. 2023. január 21.   | 0,50 millió |
| 28.  | 2.  | Veszedelmes barátok – Második fejezet: A gyanúsítottak (Frenemies – Chapter Two: The Suspects)                                                               | Andi Armaganian      | Robbie Hyne                          | 2022. szeptember 7. 2023. január 28.   | 0,49 millió |
| 29.  | 3.  | Veszedelmes barátok – Harmadik fejezet: A zsarolás (Frenemies – Chapter Three: The Blackmail)                                                                | Walter Carlos Garcia | Taylor Streitz                       | 2022. szeptember 14. 2023. február 4.  | 0,51 millió |
| 30.  | 4.  | Veszedelmes barátok – Negyedik fejezet: A bizonyíték (Frenemies – Chapter Four: The Evidence)                                                                | Walter Carlos Garcia | Paula Sevenbergen                    | 2022. szeptember 21. 2023. február 11. | 0,39 millió |
| 31.  | 5.  | Veszedelmes barátok – Ötödik fejezet: A tolvaj (Frenemies – Chapter Five: The Thief)                                                                         | Lea Thompson         | Steve Harper                         | 2022. október 5. 2023. február 18.     | 0,37 millió |
| 32.  | 6.  | Veszedelmes barátok – Hatodik fejezet: Az árulás (Frenemies – Chapter Six: The Betrayal)                                                                     | Lea Thompson         | Alfredo Septién & Turi Meyer         | 2022. október 12. 2023. február 25.    | 0,48 millió |
| 33.  | 7.  | Veszedelmes barátok – Hetedik fejezet: A végtelen művek, 1.rész (Frenemies – Chapter Seven: Infinity Inc. Part One)                                          | Glen Winter          | James Dale Robinson                  | 2022. október 19. 2023. március 4.     | 0,42 millió |
| 34.  | 8.  | Veszedelmes barátok – Nyolcadik fejezet: A végtelen művek, 2.rész (Frenemies – Chapter Eight: Infinity Inc. Part Two)                                        | Glen Winter          | Paula Sevenbergen & Robbie Hyne      | 2022. október 26. 2023. március 11.    | 0,50 millió |
| 35.  | 9.  | Veszedelmes barátok – Kilencedik fejezet: A szörnyek (Frenemies - Chapter Nine: The Monsters)                                                                | Andi Armaganian      | Geoff Johns                          | 2022. november 2. 2023. március 18.    | 0,44 millió |
| 36.  | 10. | Veszedelmes barátok – Tizedik fejezet: A gyilkos (Frenemies – Chapter Ten: The Killer)                                                                       | Andi Armaganian      | James Dale Robinson & Taylor Streitz | 2022. november 9. 2023. március 25.    | 0,47 millió |
| 37.  | 11. | Veszedelmes barátok – Tizenegyedik fejezet: A kísértés (Frenemies – Chapter Eleven: The Haunting)                                                            | Jennifer Phang       | Steve Harper & Maytal Zchut          | 2022. november 16. 2023. április 1.    | 0,49 millió |
| 38.  | 12. | Veszedelmes barátok – Tizenkettedik fejezet: Sylvester Pemberton végakarata (Frenemies – Chapter Twelve: The Last Will and Testament of Sylvester Pemberton) | Jennifer Phang       | Steve Harper & Maytal Zchut          | 2022. november 30. 2023. április 8.    | 0,44 millió |
| 39.  | 13. | Veszedelmes barátok – Tizenharmadik fejezet: A leszámolás (Frenemies – Chapter Thirteen: The Reckoning)                                                      | Walter Carlos Garcia | Geoff Johns                          | 2022. december 7. 2023. április 15.    | 0,46 millió |